# Vilmány
Vilmány község Borsod-Abaúj-Zemplén vármegyében, a Gönci járásban. Hozzátartozik a vele összeépült Vilmánykisfalu is.

## Fekvése
A Zempléni-hegység nyugati lábainál, a Hernád völgyében fekszik; határa szinte teljes egészében a folyó bal parti oldalán terül el, de hozzá tartozik két kisebb, lakatlan külterület a folyó jobb parti oldaláról is.
A közvetlen szomszédos települések: észak felől Göncruszka, kelet felől Hejce, délkelet felől Fony, dél felől Vizsoly, nyugat felől Garadna, északnyugat felől pedig Hernádvécse; utóbbi kettő a Hernád túlsó partján található. A legközelebbi város Gönc, amelytől mintegy 7 kilométerre délnyugatra helyezkedik el.

### Megközelítése
Legfontosabb közúti megközelítési útvonala a 3713-as út, ezen érhető el Abaújszántó és Gönc felől is. Fony és a hegység keleti oldala (Vámosújfalu-Tolcsva) felől a 3716-os úton közelíthető meg, a zsáktelepülésnek tekinthető Hejcével pedig a 37 112-es számú mellékút kapcsolja össze.
A hazai vasútvonalak közül a Szerencs–Hidasnémeti-vasútvonal érinti, mely a belterületének szélétől bő fél kilométerre keletre halad el, és amelynek két megállási pontja is van itt: Fony megállóhely a falutól délkeletre, közvetlenül a 3716-os út vasúti keresztezése mentén, illetve Hejce-Vilmány megállóhely a hejcei bekötőút közelében; utóbbinak közúti kiszolgálását a 37 305-ös számú mellékút biztosítja.

## Története
Vilmány nevét 1332-1335 között említették először az oklevelek Vilman, Wylmar, Vilman, Vybyuan neveken.
Vilmány a királynéi német telepesfaluk között feküdt.
Neve már 1332-ben szerepelt a pápai tizedjegyzékben, tehát ekkor már egyháza is volt. Papja 1332-1333-ban 24 garas, 1334-1335-ben 10 garas pápai tizedet fizetett.
Vilmány egykor a Semsey uradalomhoz tartozott, később herczeg Bretzenheim birtok lett. 1872-ben Taaffe Ede birtokába került. A 20. század elején a Widder örökösök bérelték. Az uradalomhoz egy szeszgyár és egy 7-kőre járó malom, valamint téglaégető is tartozott.
Vilmány a 20. század elején Abaúj-Torna vármegye Gönczi járásához tartozott.
Az 1910-es népszámláláskor 824 lakosából 809 volt magyar, ebből 401 római katolikus, 260 református, 92 izraelita volt.

## Közélete

### Polgármesterei
- 1990–1994: Mondreánné Lengyel Mária (független)[3]
- 1994–1998: Mondreánné Lengyel Mária (független)[4]
- 1998–2002: Suha Árpád (független)[5]
- 2002–2006: Mondreánné Lengyel Mária (MSZP)[6]
- 2006–2010: Mondreánné Lengyel Mária (MSZP)[7]
- 2010–2014: Melegh Károly (független)[8]
- 2014–2019: Batyi Béla (független)[9]
- 2019–2024: Batyi Béla (független)[10]
- 2024– : Batyi Béla (független)[1]

## Népesség
A település népességének változása:
| Lakosok száma | 1467 | 1453 | 1460 | 1420 | 1411 | 1436 | 1435 |
|               | 2013 | 2014 | 2015 | 2021 | 2022 | 2023 | 2024 |

2001-ben a település lakosságának 80%-a magyar, 20%-a cigány nemzetiségűnek vallja magát.
A 2011-es népszámlálás során a lakosok 91,3%-a magyarnak, 41,1% cigánynak, 0,2% németnek mondta magát (8,5% nem nyilatkozott; a kettős identitások miatt a végösszeg nagyobb lehet 100%-nál). A vallási megoszlás a következő volt: római katolikus 45,4%, református 27,7%, görögkatolikus 7,2%, felekezeten kívüli 1,1% (17,8% nem válaszolt).
2022-ben a lakosság 91,2%-a vallotta magát magyarnak, 23% cigánynak, 1,6% szlováknak, 0,1-0,1% ukránnak, szerbnek és románnak, 0,3% egyéb, nem hazai nemzetiségűnek (7,6% nem nyilatkozott; a kettős identitások miatt a végösszeg nagyobb lehet 100%-nál). Vallásuk szerint 43,9% volt római katolikus, 30,7% református, 6,9% egyéb katolikus, 3% görög katolikus, 0,5% egyéb keresztény, 2,6% felekezeten kívüli (12,4% nem válaszolt).

## Nevezetességei
- Római katolikus temploma - Jézus mennybemenetele tiszteletére szentelték fel.
- Református temploma - a 15. században épült gótikus stílusban a régi román kori templom faragott köveinek felhasználásával.
- Helmacher-féle magtár - 1820 körül épült klasszicista stílusban.